# Vangueria parvifolia
Vangueria parvifolia är en måreväxtart som beskrevs av Otto Wilhelm Sonder. Vangueria parvifolia ingår i släktet Vangueria och familjen måreväxter. Inga underarter finns listade i Catalogue of Life.